# Camp Hill (Alabama)
Pour les articles homonymes, voir Camp Hill.
Camp Hill est localité du comté de Tallapoosa, dans l'Alabama.

## Démographie
| 1890 | 1900 | 1910 | 1920 | 1930  | 1940  | 1950  | 1960  |
| ---- | ---- | ---- | ---- | ----- | ----- | ----- | ----- |
| 366  | 686  | 896  | 952  | 1 131 | 1 147 | 1 296 | 1 270 |

| 1970  | 1980  | 1990  | 2000  | 2010  | - | - | - |
| ----- | ----- | ----- | ----- | ----- | - | - | - |
| 1 554 | 1 628 | 1 415 | 1 273 | 1 014 | - | - | - |